# Julio César Yegros
Julio César Yegros Torres (31 de janeiro de 1971) é um ex-futebolista paraguaio, que atuava como atacante. 

## Carreira
Andrés Duarte representou a Seleção Paraguaia de Futebol nas Olimpíadas de 1992.